# Henri Martin Peschery
Henri Martin Peschery, né le 10 août 1763 à Huningue (Haut-Rhin), mort le 3 décembre 1809 à Aranjuez (Espagne), est un militaire français de la Révolution et de l’Empire.

## États de service
Il entre en service le 4 septembre 1784, comme sous-lieutenant de remplacement au régiment de Nassau, il devient sous-lieutenant titulaire le 5 octobre 1785, et lieutenant le 15 septembre 1791. Il reçoit son brevet de capitaine le 20 août 1792, et de 1792 à l’an IX, il fait les campagnes  aux armées du Centre, de la Moselle, du Rhin, d’Helvétie et du Danube. 
Il se distingue le 20 septembre 1792, à la bataille de Valmy, et il est nommé adjudant-général lieutenant-colonel provisoire par le général Kellermann le 21 septembre suivant. Il est confirmé dans son grade par le Conseil exécutif provisoire le 8 mars 1793, et placé comme chef de bataillon à la suite de la 14e demi-brigade d’infanterie légère.
Le 12 août 1800, il reçoit du général en chef Moreau, en récompense de sa conduite pendant la campagne de l’an VIII, le grade d’adjudant-commandant provisoire, mais le gouvernement ne confirmera pas cette promotion. Le 18 juillet 1802, il est envoyé comme chef de bataillon, à la 19e demi-brigade d’infanterie légère, amalgamé le 24 septembre 1803, dans le 3e régiment d’infanterie légère. Il est nommé major le 12 décembre 1803 au 26e régiment d’infanterie légère, et il est fait chevalier de la Légion d’honneur le 25 mars 1804.
En 1808, il fait partie de la division Gobert qui entre en Espagne avec le corps d’armée du général Dupont, il y commande le 8e régiment provisoire, détruit presque en entier à la malheureuse affaire de Bailén le 19 juillet. Envoyé comme major au 118e régiment d’infanterie de ligne le 28 octobre 1808, il est promu colonel du 64e régiment d’infanterie de ligne le 7 avril 1809.
Blessé grièvement le 19 novembre 1809, lors de la bataille d'Ocaña, il meurt le 3 décembre suivant à l’hôpital d’Aranjuez des suites de ses blessures. L’empereur ignorant la mort de Peschery, l’élève au grade d’officier de la Légion d’honneur par décret du 17 décembre 1809.

## Sources
- A. Lievyns, Jean Maurice Verdot, Pierre Bégat, Fastes de la Légion-d'honneur, biographie de tous les décorés accompagnée de l'histoire législative et réglementaire de l'ordre, Tome 4, Bureau de l’administration, 1844, 640 p. (lire en ligne), p. 401.
- Carnet de sabretache : revue d’histoire militaire rétrospective, volume 8, Berger-Levrault, Nancy, 1900, p. 106.
- L'Alsace noble suivie du livre d'or du patriciat de Strasbourg : d'après des documents authentiques et en grande partie inéd, Volume 2, Berger-Levrault, 1870, p. 402.
- Danielle Quintin et Bernard Quintin, Dictionnaires des colonels de Napoléon, S.P.M., 2013, 978 p. (ISBN 978-2-296-53887-0, lire en ligne)